# Métamorphoses du roi de pique
 (juillet 2025).
Pour plus de détails, voir Fiche technique et Distribution.
Métamorphoses du roi de pique est un  film à trucs muet français réalisé par Gaston Velle, produit par Pathé Frères, sorti en 1903.

## Fiche technique
- Titre : Métamorphoses du roi de pique
- Titre anglophone (Royaume-Uni) : Metamorphosis of the King of Spades
- Titre anglophone (États-Unis) : The King of Spades
- Réalisation : Gaston Velle.
- Photographie :
- Société de production : Pathé Frères
- Pays d'origine :  France
- Langue : français
- Métrage : 30 mètres
- Genre : Comédie, Film de fantasy, Film à trucs
- Format : Noir et blanc — 35 mm — 1,33:1 — Muet
- Durée : 1 minute
- Numéro de catalogue Pathé : 1024
- Dates de sortie : 
  - France : 1903
  - États-Unis : 6 février 1904